# Landesjugendjazzorchester Brandenburg
Das Landesjugendjazzorchester Brandenburg (LaJJazzO) wurde im Jahr 1994 gegründet. Seit 2008 ist der Jazzposaunist und Big-Band-Leader Jiggs Whigham künstlerischer Leiter des LaJJazzO und hat die Geschichte der Big-Band-Musik zu einem inhaltlichen Schwerpunkt der Förderung junger talentierter Jazz-Musiker in Brandenburg gemacht. In der 2012 gegründeten Nachwuchsband LaJJazzO Junior haben jüngere jazzinteressierte  Schüler im Alter von 13 bis 18 Jahren die Möglichkeit, sich für die Aufnahme in das LaJJazzO zu qualifizieren.

## Profil
Das Landesjugendjazzorchester Brandenburg (LaJJazzO) wurde 1994 gegründet. Seitdem wurde das Ensemble in Probenphasen und Konzerten durch profilierte Jazz-Musiker und Bandleader wie Konrad Körner, Rolf von Nordenskjöld, Ralf Schrabbe und seit 2008 Jiggs Whigham begleitet. Im November 2010 erspielte die Big Band einen ersten Preis mit der höchsten Punktzahl beim 4. Bundeswettbewerb für Auswahlorchester in Bamberg. Zum 25-jährigen Jubiläum im Jahr 2019 veröffentlichte das LaJJazzO seine zweite CD „25 Jahre“ mit einem musikalischen Querschnitt durch 80 Jahre Big-Band-Musik. Die jungen Jazzer arbeiteten mit Mitgliedern der BBC Big Band aus London und mit Musikern wie Till Brönner und Joe Gallardo zusammen.
Seit 2012 besteht zudem für Schüler im Alter von 13 bis 18 Jahren die Möglichkeit, sich im LaJJazzO Junior intensiv mit Swing und Jazz zu beschäftigen. In regelmäßigen Arbeitsphasen erarbeiten sie ein abwechslungsreiches Programm der Big-Band-Literatur. Ein besonderes Aushängeschild des LaJJazzO Junior sind Workshops in Musikschulen, bei denen Schüler sowie Big Bands der Musikschulen die Möglichkeit haben, gemeinsam mit dem Landesensemble zu musizieren. Im November 2018 erspielte sich das LaJJazzO Junior unter der Leitung von Martin Gerwig einen 1. Platz beim 6. Bundeswettbewerb für Auswahlorchester in Trossingen in der Kategorie „Bigband“. Seit 2019 leitet der Saxofonist Finn Wiesner die Probenphasen und Konzerte der Nachwuchs-Big Band.
Träger des LaJJazzO ist der Verband der Musik- und Kunstschulen Brandenburg, gefördert wird das Landesjugendjazzorchester vom Ministerium für Wissenschaft, Forschung und Kultur des Landes Brandenburg, rbbKultur begleitet das Orchester als Medienpartner.

## Geschichte
Am 19. Februar 1994 wurde das Landes-Jugendjazzorchester durch den Verein Jazzfront Berlin & Brandenburg im Auftrag des Landesmusikrates Brandenburg gegründet. Der künstlerische Leiter Konrad Körner führte die jungen Musikerinnen und Musiker, die zuvor vor allem in Blasorchestern gespielt hatten, zum ersten Mal an Swing-Musik und Big-Band-Arrangements heran. Die erste Arbeitsphase fand in der Musikakademie Rheinsberg mit offiziellem Gründungskonzert in der St. Laurentiuskirche statt. Ein Jahr später wechselte das Landes-Jugendjazzorchester zu seinem neuen Träger, dem Verein Neue Musik Brandenburg. Im Jahr 2004 fand ein erneuter Trägerwechsel statt, diesmal zum Landesverband der Musikschulen (heute Verband der Musik- und Kunstschulen Brandenburg). Unter der künstlerischen Leitung von Rolf von Nordenskjöld und Ralf Schrabbe spielte das LaJJazzO in den Jahren von 1997 bis 2009 vor allem auf die jeweilige Besetzung zugeschnittene Eigenkompositionen. Im Jahr 2009 übernahm das Berlin Jazz Orchestra die Patenschaft für das Landesjugendjazzorchester Brandenburg.
Seit seiner Gründung im Jahr 1994 gab das LaJJazzO vor allem Konzerte im Land Brandenburg sowie in Berlin. Die Big Band war zu Gast bei verschiedenen Jazzfestivals wie dem Dixieland-Festival in Wittenberge (2004), dem Potsdamer Jazzfestival (2004, 2006), den Fürstenwalder Jazztagen (2014), den Havelländischen Musikfestspielen (2017) und bei Jazz in den Ministergärten in Berlin. Mehrfach nahm das LaJJazzO zudem am Big Band Summit in der Landesmusikakademie Hessen teil. Darüber hinaus trat das LaJJazzO regelmäßig im Rahmen des Festivals der Musik- und Kunstschulen Brandenburg SOUND CITY (ehemals Landesmusikschultage), sowie im Rahmen der Benefiz-Konzertreihe Musikschulen öffnen Kirchen und beim Finale des Wettbewerbs enviaM – musik aus kommunen auf, und gestaltete gemeinsame Konzerte mit der Jungen Philharmonie Brandenburg und den Young Voices Brandenburg. Konzertreisen führten die Big Band u. a. im Jahr 2006 nach Mexiko und 2014 in die USA.
Unter der Leitung von Jiggs Whigham widmet sich das LaJJazzO seit dem Jahr 2008 der klassischen Bigband-Musik im Stil von Count Basie und Stan Kenton. Das erste gemeinsame Konzert „A New Beginning“ mit Jiggs Whigham fand im Jahr 2008 in Potsdam statt. Im Jahr 2010 nahm das LaJJazzO gemeinsam mit dem Berliner Jugendjazzorchester (BJJO) an der „Big Band Explosion“ im Sendesaal des RBB in Berlin teil. Im selben Jahr erzielte das LaJJazzO den ersten Preis beim 4. Bundeswettbewerb für Auswahlorchester in Bamberg in der Kategorie „Bigband“. 2011 nahm das LaJJazzO am Imatra Big Band Camp in Finnland teil und veröffentlicht seine erste CD „Ellington and More“. Im Jahr 2012 wurde das LaJJazzO Junior als Nachwuchs-Big Band unter der Leitung von Martin Gerwig gegründet.
2014 entstand ein Live-Mitschnitt des Konzertes „20 Jahre LaJJazzO – twenty years of finest Bigband music“ im Sendesaal des RBB Berlin. Im Jahr 2018 führte das LaJJazzO Duke Ellingtons „Second Sacred Concert“ mit den Young Voices Brandenburg auf. Im selben Jahr gewann das LaJJazzO Junior den 1. Platz beim 6. Bundeswettbewerb für Auswahlorchester in Trossingen in der Kategorie „Bigband“.
Anlässlich seines 25-jährigen Jubiläums gastierte das LaJJazzO im Jahr 2019 mit dem Programm „Best of LaJJazzO – 25 Jahre Landesjugendjazzorchester Brandenburg“ in Frankfurt (Oder), Senftenberg und Berlin und präsentierte die Jubiläums-CD „25 Jahre“ – mit Live-Aufnahmen aus Konzerten in Kleinmachnow, Ludwigsfelde, Schwedt/Oder und Berlin – im Rahmen eines Record Release Konzertes in Potsdam.